# Kaltrina Selimi
Kaltrina Selimi (ur. 4 września 1984 w Prisztinie) – kosowska piosenkarka.

## Życiorys
Zadebiutowała w 2003 roku w muzycznym show Dua të jem, gdzie zajęła pierwsze miejsce.
W 2006 roku wzięła udział w festiwalu muzycznym Kënga Magjike, gdzie zaśpiewała piosenkę Do Te Them Po.
W 2007 i 2008 roku wzięła udział w festiwalu VFM z piosenkami analogicznie Gjithmonë Fitoj i Auto Stop.
W 2009 ponownie wzięła udział w Kënga Magjike z piosenką Ditelindja. W tym samym roku wzięła również udział w Zhurma Show, gdzie zaśpiewała piosenkę Hajt, a w następnym roku na tym festiwalu zaśpiewała Harromë.

## Dyskografia[1]

### Albumy
| Rok  | Album      |
| ---- | ---------- |
| 2010 | Copy Paste |

### Teledyski
| Rok  | Teledysk         |
| ---- | ---------------- |
| 2011 | Zero             |
| 2011 | Hot              |
| 2012 | Gjithmone me ty  |
| 2013 | Nuk Ta Fal       |
| 2013 | Pikë në jetë     |
| 2014 | Të du            |
| 2015 | Kohen me kthy    |
| 2015 | Nuk Eshte Njejte |
| 2016 | Po du            |
| 2016 | Pa ty            |
| 2018 | Dashnia jem      |
| 2018 | Kthema           |